# Vice Admiral of the Red
Le grade de Vice Admiral of the Red (en anglais : vice amiral du rouge) était un grade supérieur de la Royal Navy du Royaume-Uni, immédiatement surpassé par celui d'admiral of the Blue. Les officiers de la Royal Navy occupant actuellement les grades de commodore, de contre-amiral, de vice-amiral et d'amiral de la flotte sont parfois considérés comme des amiraux. De 1688 à 1805, ce grade est quatrième dans l'ordre de préséance ; après 1805, il est cinquième. En 1864, il est supprimé comme grade de promotion.

## Histoire
La Royal Navy inaugure les couleurs des escadres sous le règne d'Élisabeth Ire (1558-1603) afin de subdiviser la flotte anglaise en trois escadres. Il existe trois classes d'amiraux, différenciées par l'utilisation de drapeaux colorés. En 1620, les grades officiels d'admiral, de vice admiral et de rear amiral sont légalement instaurés, découlant directement de l'organisation de la flotte en trois parties. Le grade d'Admiral of the Fleet est officiellement instauré en 1688.

## Ordre de préséance des amiraux
La Royal Navy était divisée en trois escadrilles : Rouge, Blanche et Bleue, par ordre d'ancienneté. Des amiraux étaient affectés à ces escadrilles. Leur grade et leur escadrille divisaient donc l'ancienneté en neuf grades, puis en dix, l'Admiral of the Fleet étant le grade le plus élevé.
L'ordre était donc de 1805 à 1864 :
1. Admiral of the Fleet
2. Admiral of the Red squadron (rank created in 1805)
3. Admiral of the White squadron
4. Admiral of the Blue squadron
5. Vice-admiral of the Red squadron
6. Vice-admiral of the White squadron
7. Vice-admiral of the Blue squadron
8. Rear-admiral of the Red squadron
9. Rear-admiral of the White squadron
10. Rear-admiral of the Blue squadron

L'ordre était donc de 1805 à 1864 :
1. Admiral of the Fleet
2. Admiral of the White squadron
3. Admiral of the Blue squadron
4. Vice-admiral of the Red squadron
5. Vice-admiral of the White squadron
6. Vice-admiral of the Blue squadron
7. Rear-admiral of the Red squadron
8. Rear-admiral of the White squadron
9. Rear-admiral of the Blue squadron